# 新年会
新年会（しんねんかい）とは、一年の最初（正月）などに行われる、学校や職場などで行われる団体行事である。一般的に、一年の始まりを祝う行事で、酒を酌み交わしたりして、お互いの新年の挨拶を行うことがある。また、企業では仕事始めに臨んで、経営方針や目標などを定めるなどの意味合いもある。両方に大きな差こそあるが、新年のはじめに、会合を行うことには変わりはない。